# Station Montreux
Station Montreux (Frans: Gare de Montreux) is een spoorwegstation in de gemeente Montreux in het Zwitserse kanton Vaud. Het station ligt aan de Simplonlinie van de SBB. Ook wordt het station bediend door het RER-netwerk in het kanton Vaud.

## Treindiensten

### Nationaal
| Serie | Treinsoort      | Route                                                                            | Bijzonderheden |
| ----- | --------------- | -------------------------------------------------------------------------------- | -------------- |
| IR 90 | Intercity (SBB) | Genève-Aéroport – Genève-Cornavin – Lausanne – Montreux – Martigny – Sion – Brig |                |

### Regionaal
| Serie | Treinsoort     | Route | Bijzonderheden |
| ----- | -------------- | --- | -------------- |
| S 2   | RER Vaud (SBB) | Vallorbe – Renens – Lausanne – Vevey – Montreux – Villeneuve – Aigle (– Bex – St-Maurice)                     |                |
| S 5   | RER Vaud (SBB) | Grandson – Yverdon-les-Bains – Renens – Lausanne – Vevey – Montreux – Villeneuve – Aigle (– Bex – St-Maurice) |                |

## Galerij

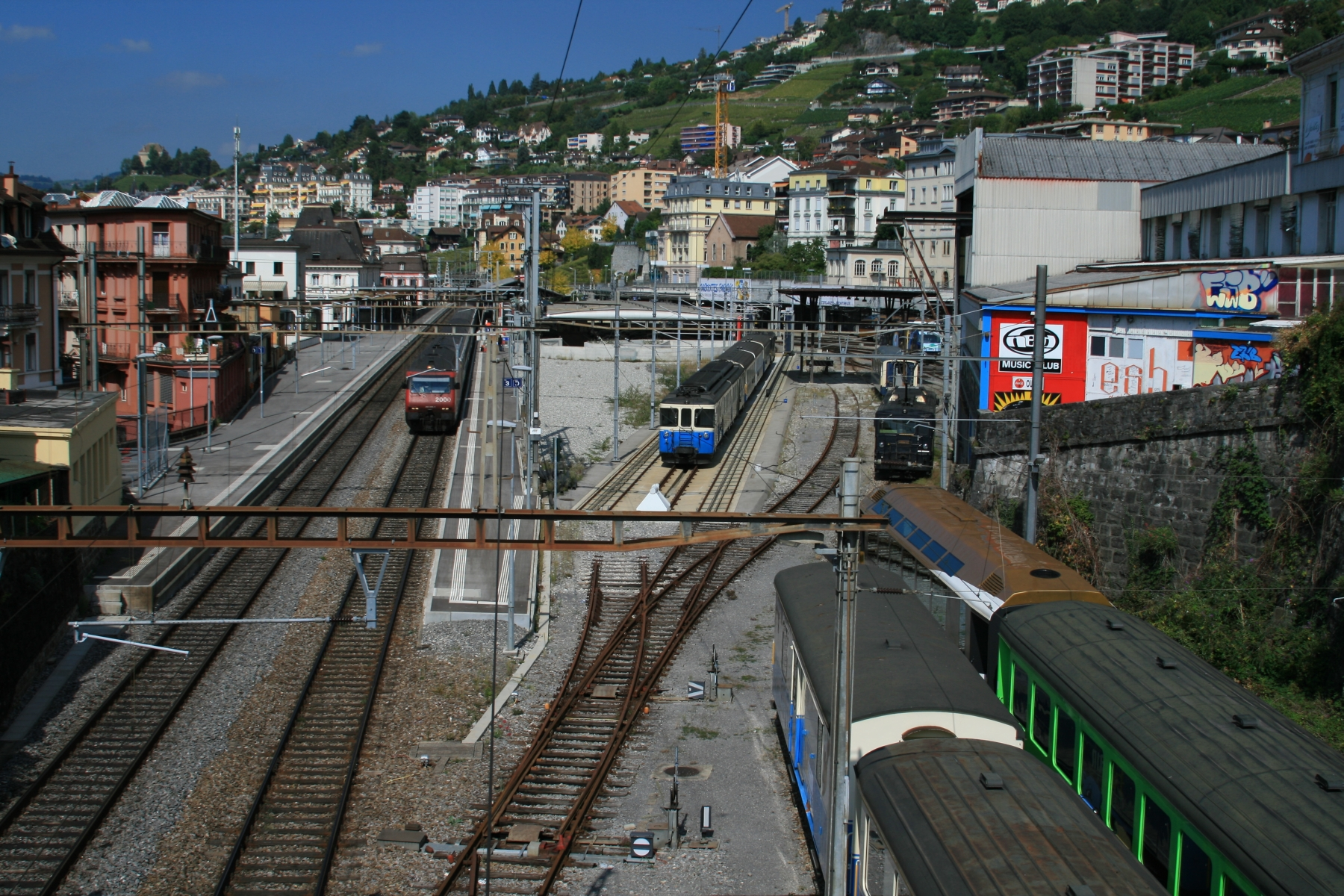
Station van uit de lucht
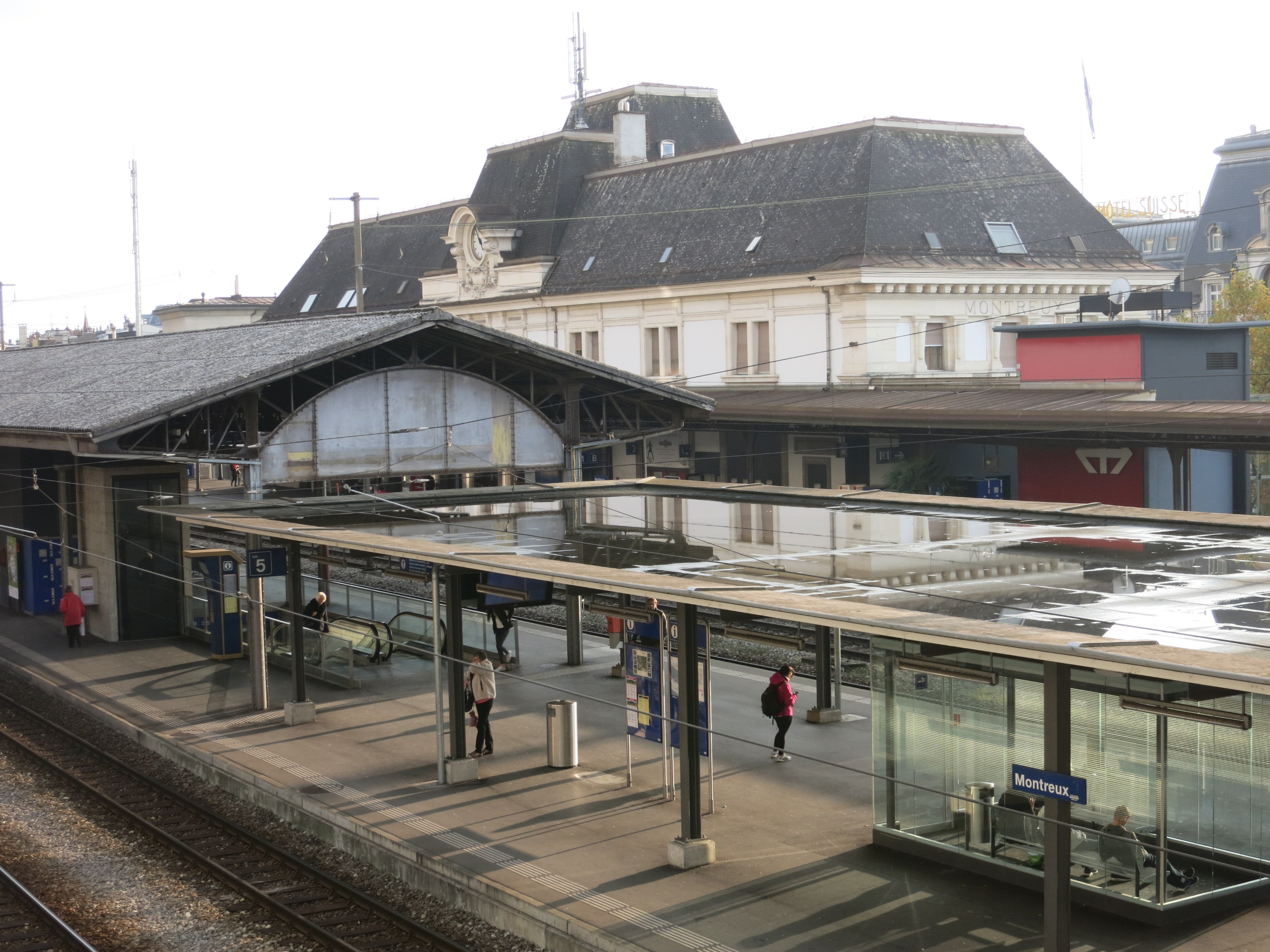
Perrons 3 en 5 van station Montreux
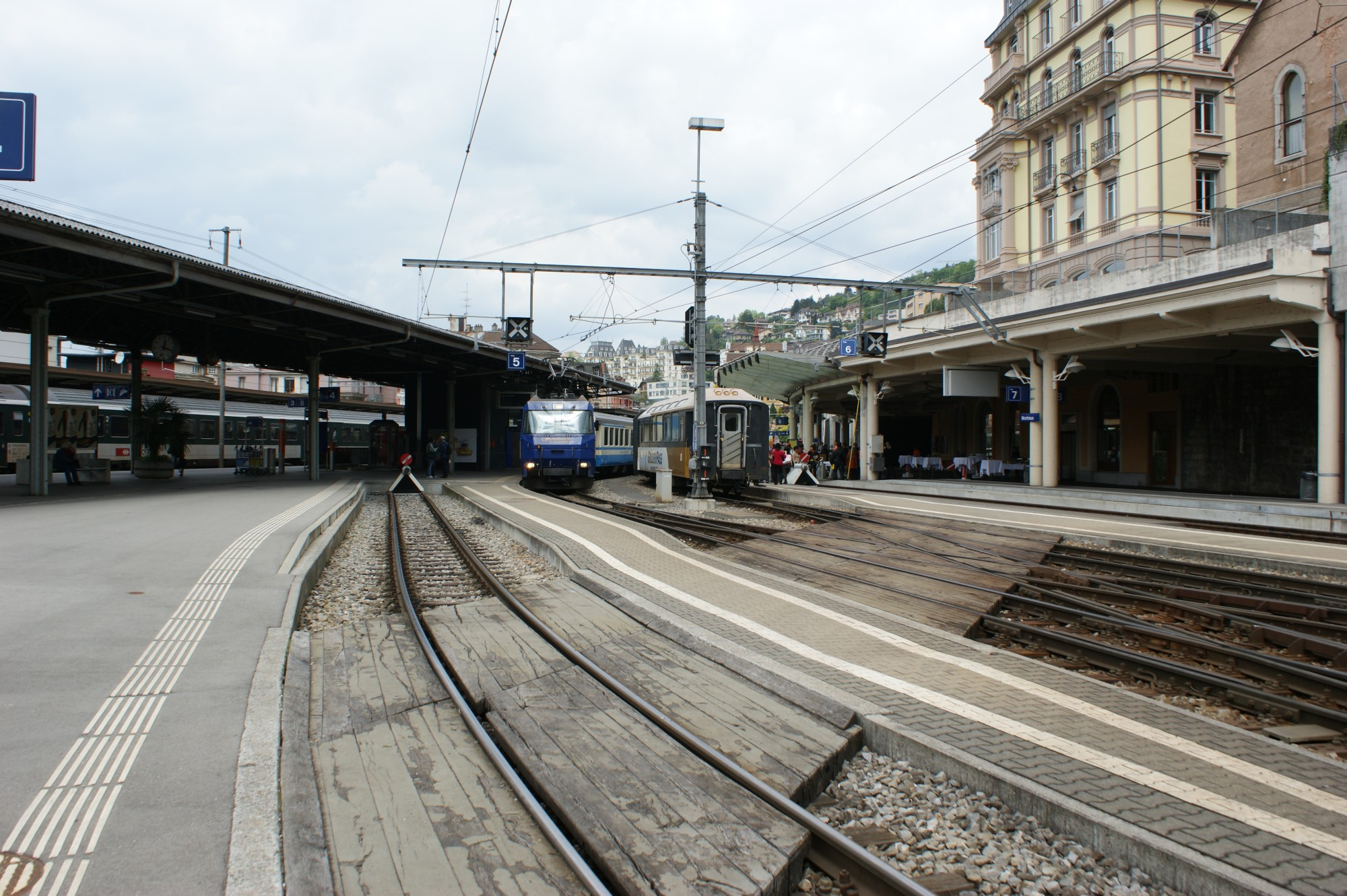
Perrons 4, 7 en 9 van station Montreux
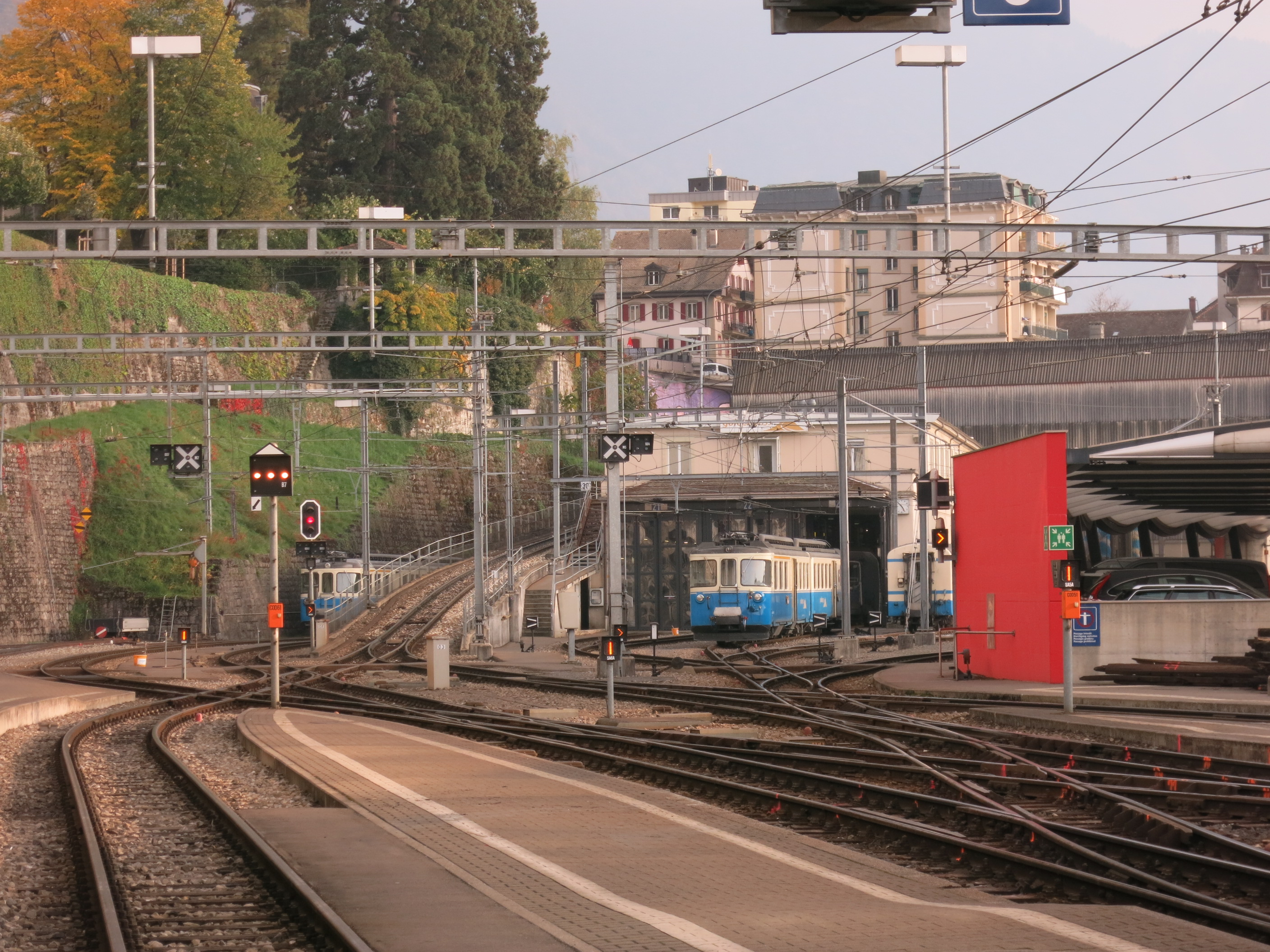
De drie lijnen op het station
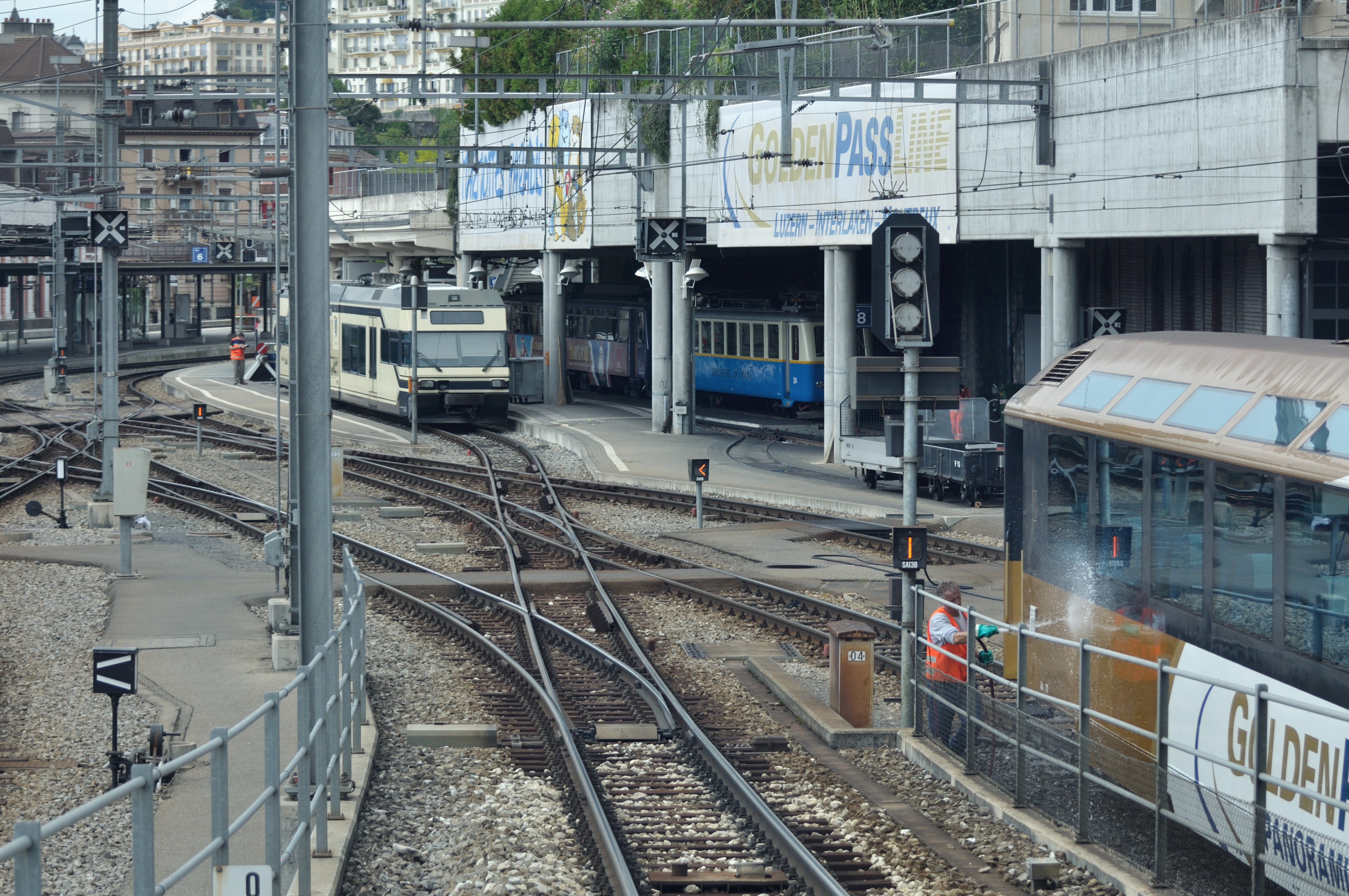
MOB- en MGR-routes
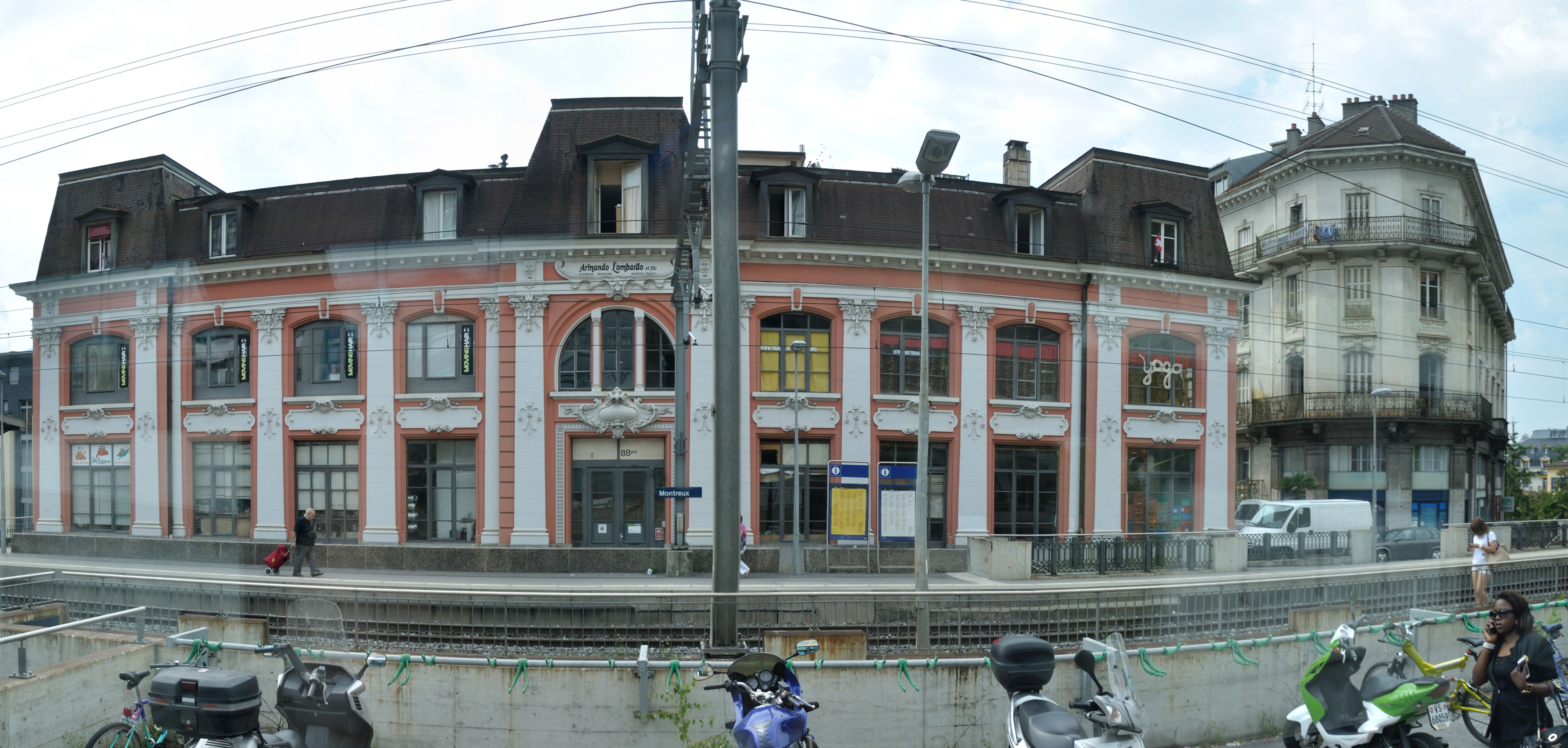
Stationsgebouw Montreux
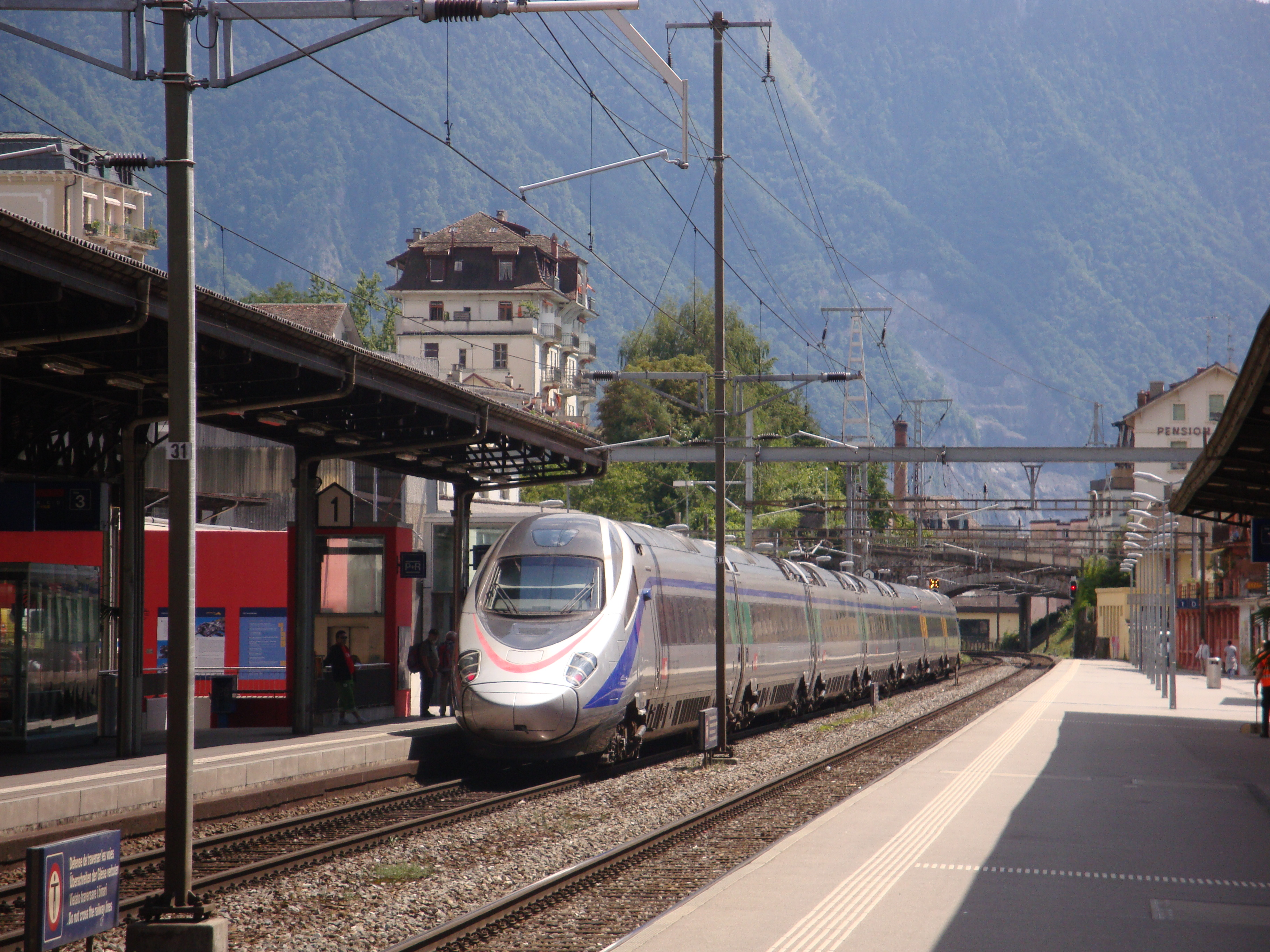
Een EuroCity Cisalpino op het station
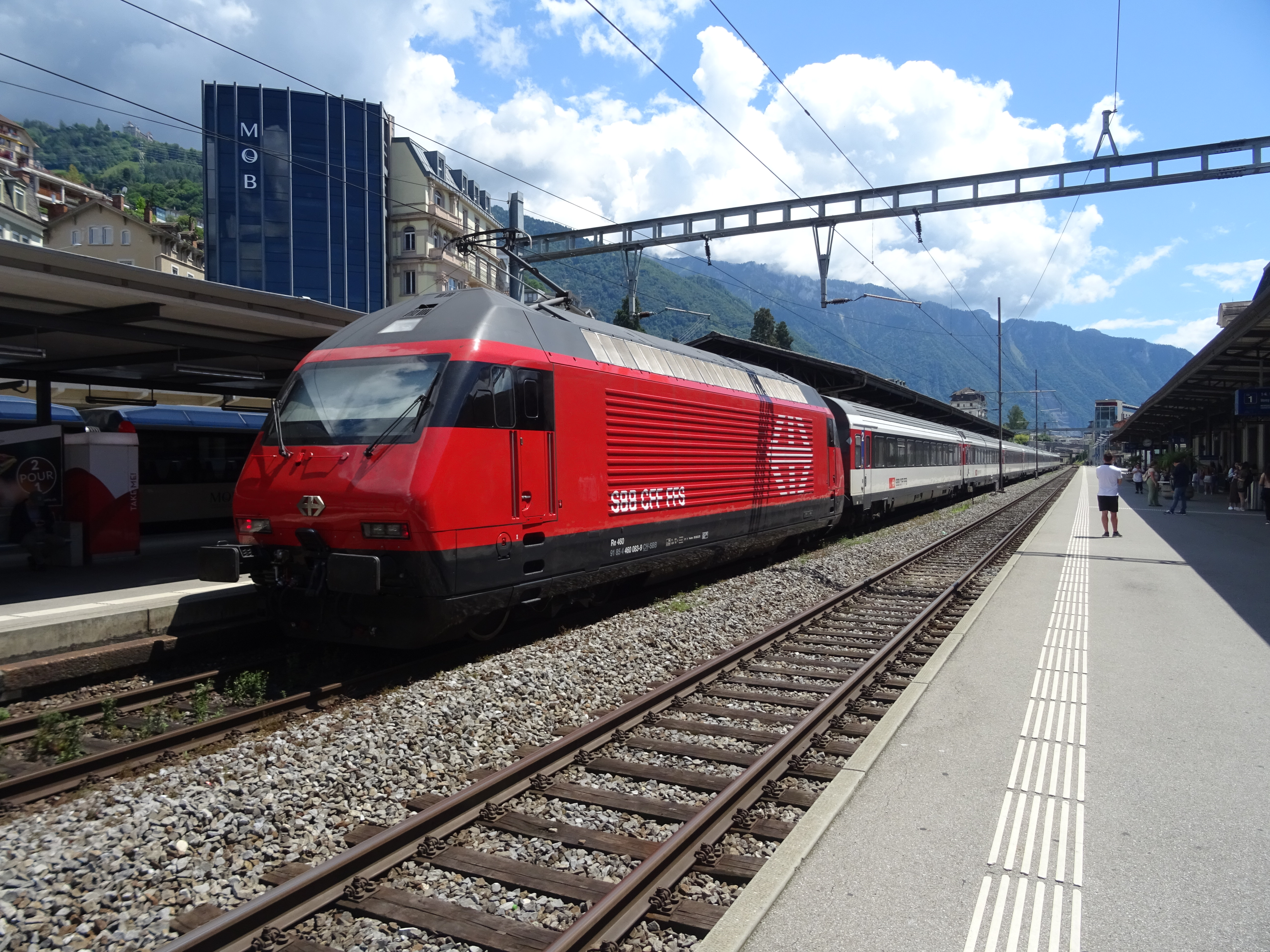
SBB Re 460 voor IC 90 op weg naar Brig
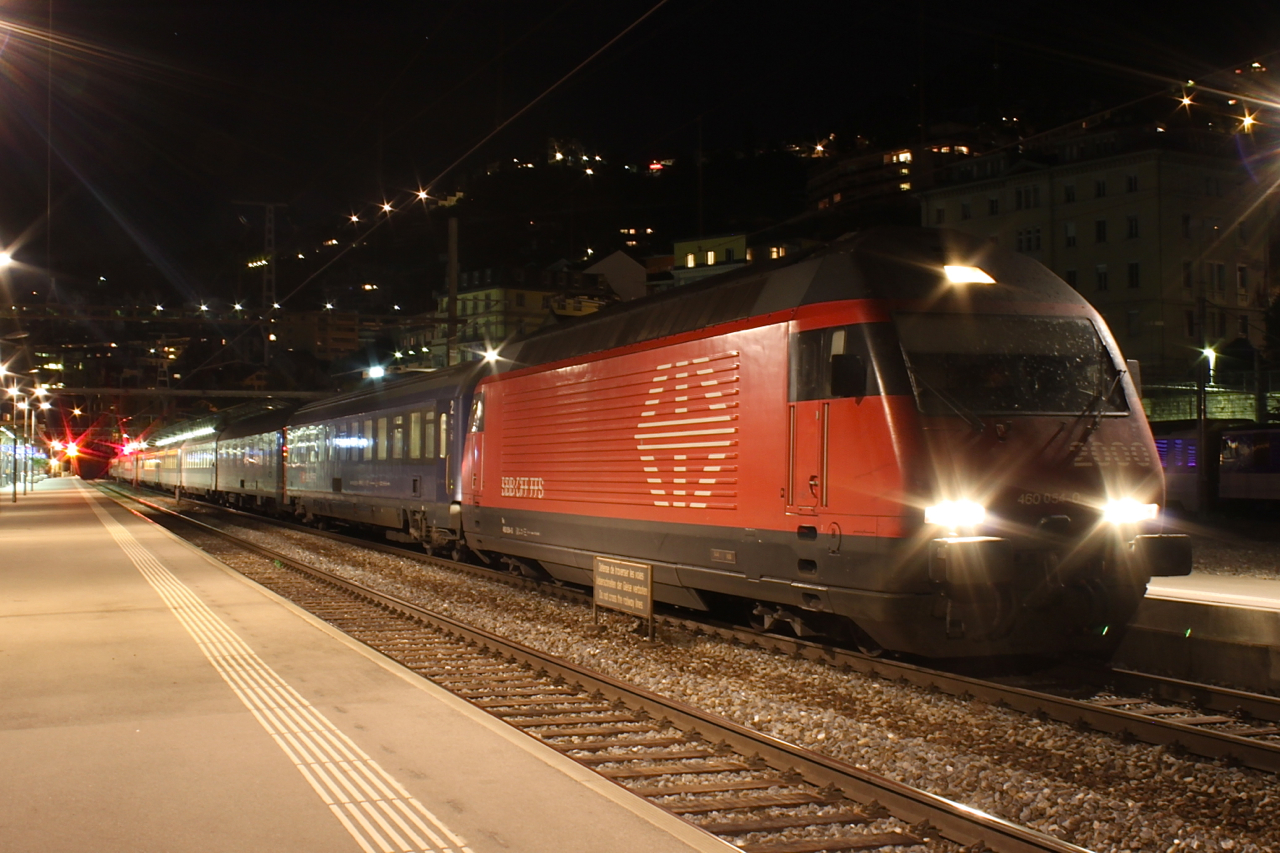
SBB Re 460 op de inmiddels opgeheven lijn naar Roma Termini
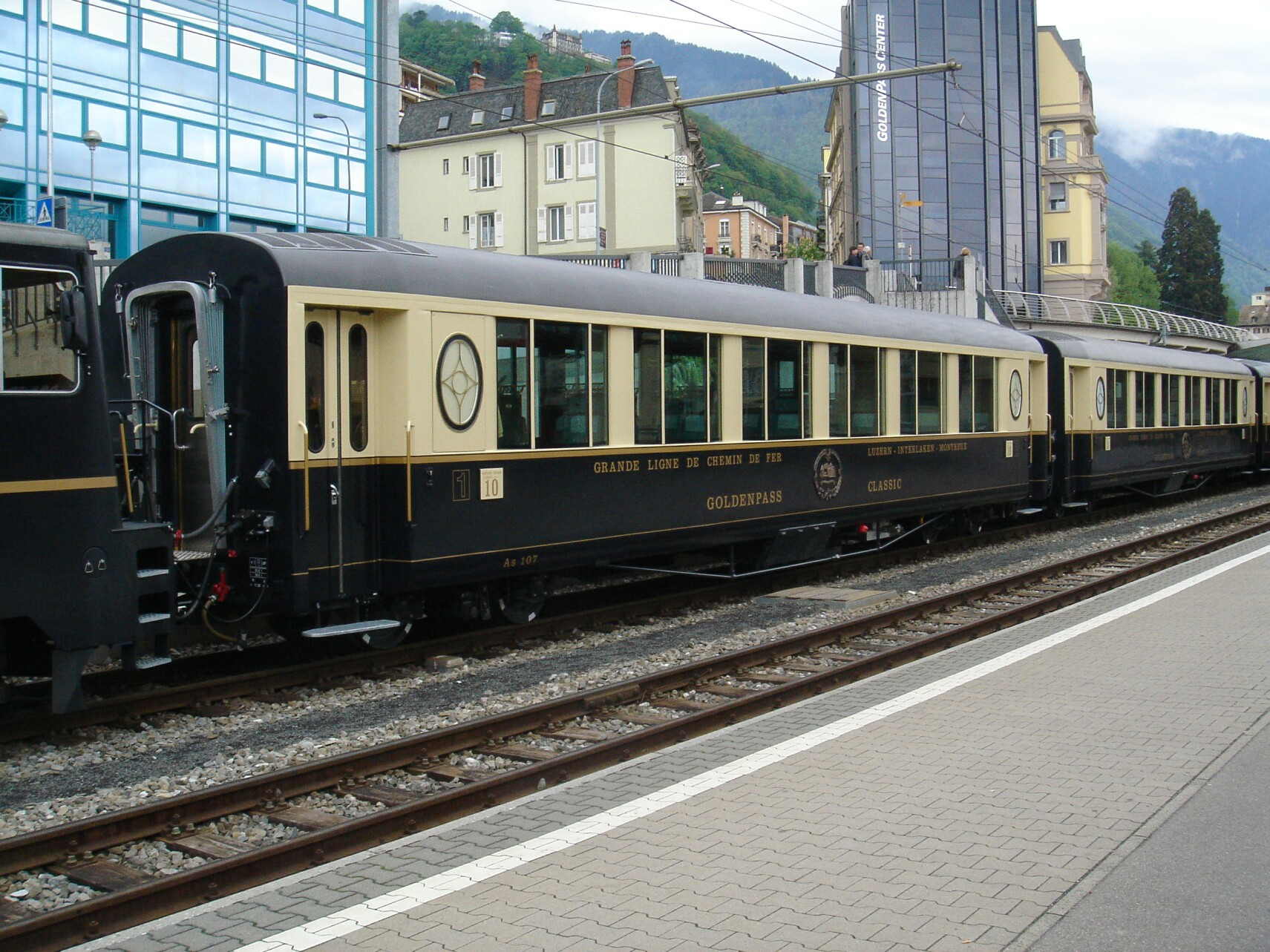
Een MOB-trein op spoor 6 in 2005